# Lampornis cinereicauda
El colibrí coligrís, gema de cola gris o colibrí montañés coligrís (Lampornis cinereicauda) es una especie —o la subespecie Lampornis castaneoventris cinereicauda, dependiendo de la clasificación adoptada— de ave apodiforme de la familia Trochilidae —los colibríes— perteneciente al género Lampornis. Es endémico de Costa Rica.

## Distribución y hábitat
Se encuentra únicamente en la Cordillera de Talamanca en el sur de Costa Rica.
Esta especie es considerada bastante común en sus hábitats naturales: los bosques montanos siempreverdes de las zonas subtropical y templada; más comúnmente en los niveles inferiores a superiores del bosque con árboles de 25 a 30 m de altura cubiertos de densos musgos, líquenes y bromelias. También en crecimientos secundarios, jardines y plantaciones adyacentes. En altitudes entre 1800 y 3350 m, ocasionalmente más bajo, hasta los 1500 m.

## Sistemática

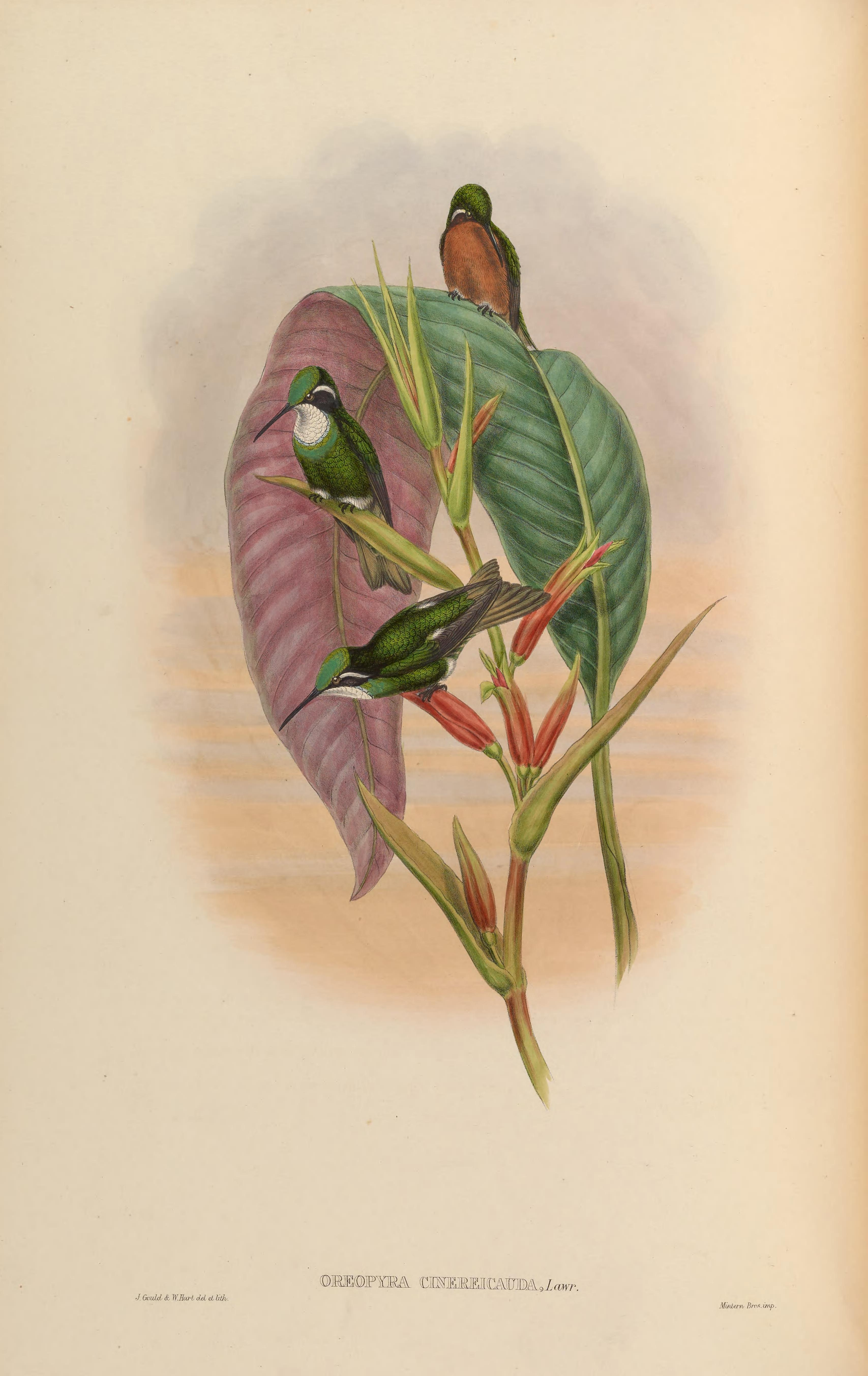
Oreopyra cinereicauda, ilustración de Gould y Hart en A monograph of the Trochilidae, or family of humming-birds Supplement, 1880.

### Descripción original
La especie L. cinereicauda fue descrita por primera vez por el ornitólogo estadounidense George Newbold Lawrence en 1867 bajo el nombre científico Oreopyra cinereicauda; su localidad tipo es: «Costa Rica».

### Etimología
El nombre genérico masculino «Lampornis» se compone de las palabras del griego «lampē» que significa ‘antorcha’, ‘luz’, y «ornis» que significa ‘ave’; y el nombre de la especie «cinereicauda», se compone de las palabras del latín «cinereus» que significa ‘ceniciento’, ‘gris’, y «cauda» que significa ‘cola’.

### Taxonomía
Las especies Lampornis calolaemus, L. castaneoventris y su subespecie L. castaneoventris cinereicauda han sido tratadas alternativamente las tres como especies separadas o se ha propuesto unirlas en una única especie politípica. Sin embargo esta tesis ha sido descartada por la mayoría de los autores ya que las áreas de distribución de calolaemus y castaneoventris se solapan. Las clasificaciones Aves del Mundo (HBW), Birdlife International (BLI) y del Congreso Ornitológico Internacional (IOC) consideran a la presente como especie plena, mientras la clasificación Clements Checklist/eBird continúa a tratarla como subespecie. Es monotípica.